# Cabeza de Meroe
La cabeza de Meroe o Cabeza de Augusto de Meroe es una cabeza de bronce de tamaño algo mayor del natural que representa al primer emperador romano, Octavio Augusto, encontrada en las ruinas de la antigua capital nubia de Meroe, en el actual Sudán, en 1910. Admirada mucho tiempo por su aspecto llamativo y proporciones perfectas, forma parte de la colección del Museo Británico. Fue saqueada del Egipto romano en 24 a. C. por las fuerzas de la reina Amanirena de Kush y llevada a Meroe, donde fue enterrada bajo la escalera de un templo.

## Descubrimiento y excavación
La cabeza fue excavada por el arqueólogo británico John Garstang en diciembre de 1910 en Meroe, la cual había sido la capital del Reino de Kush durante varios siglos. Fue encontrada cerca de un montículo que originalmente fue la escalera de un templo. Este hallazgo fue impresionante, considerando la distancia entre Sudán y Roma. La estatua había sido deliberadamente enterrada 1900 años atrás, y estaba bien preservada debido al clima cálido y seco. El informe de la excavación cuenta “Justo fuera de la entrada de esta cámara, y enterrada en una bolsa limpia de arena [a dos metros y medio de profundidad] había una cabeza romana de bronce de tamaño heroico”. Garstang estaba ansioso de compartir sus hallazgos con el mundo, así que lo embarcó a Londres tan pronto como fue posible. El busto fue entregado al Museo Británico por el Comité de Excavación del Sudán con el apoyo del Fondo de arte Nacional en 1911.
La excavación cubrió toda la ciudad perdida de Meroe. Fueron necesarias dos excavaciones en el área para descubrir la cabeza. Entre otras estructuras, el equipo de excavación descubrió las ruinas de un templo de Amón, el cual estaba profusamente decorado y ante el que había sido enterrada la cabeza, y dos largos edificios que se especula eran palacios.
Esta gran empresa fue financiada por el Comité de Excavación del Sudán, compuesto por el Museo Nacional de Escocia, la Gliptoteca Ny Carlsberg, y los Museos Reales de Bellas Artes de Bélgica. Según Thorston Opper en The Meroë Head of Augustus (Objects in Focus), el “comité era un consorcio internacional de profesionales de museos, académicos y personas adineradas, unidos por el deseo de participar en la emoción de la aventura arqueológica y una participación en los posibles hallazgos”. Sin embargo, la mayor parte del patrocinio de la excavación provino de un grupo adinerado de británicos (incluido el empresario farmacéutico Henry Solomon Wellcome) y un ávido coleccionista y erudito alemán, el Barón von Bissingen.

## Identificación

### Reacciones iniciales
Apenas los excavadores desenterraron la cabeza, inmediatamente supieron de su origen romano clásico y especularon que del tiempo de Augusto. Garstang era un especialista en arte egipcio y de Oriente Próximo, así que consultó por correo con colegas de Liverpool, y concluyó incorrectamente que representaba a Germánico, el sobrino nieto de Augusto.

### Profesor Studniczka
La cabeza se ofreció por primera vez para su publicación al experto profesor alemán Franz Studniczka. Él, junto con los conservadores del Museo Británico de Londres, propuso que la cabeza retrataba a Augusto. Al ser comparada con el retrato de Prima Porta, no hubo duda de que así era.

## Orígenes

### Incursiones kushitas
La cabeza claramente había sido cortada de una estatua grande de cuerpo entero hecha en honor del emperador romano Augusto. El historiador griego Estrabón menciona en sus crónicas que numerosas ciudades del Bajo Egipto estuvieron adornadas con estatuas de Augusto antes de que un ejército invasor kushita saqueara muchas de ellas en 24 a. C., cuando las fuerzas romanas combatían en la campaña árabe. Los romanos colocaban estatuas grandes de los sucesivos emperadores a pie y a caballo en las plazas de las principales ciudades para recordar a la población mayoritariamente analfabeta del imperio quien ostentaba el poder. A pesar de que el ejército romano bajo Petronio invadió exitosamente el territorio kushita y recuperó muchas estatuas, no pudieron llegar tan al sur como para alcanzar la capital kushita. La escultura fue enterrada bajo una escalera monumental que conducía a un altar de victoria. La colocación de la cabeza del emperador bajo los escalones para ser "pisada" por todo el que entrara y saliera fue así diseñada simbólicamente para denigrar la reputación de Augusto a ojos de la aristocracia meroíta y la reina Amanirena.

## Diseño

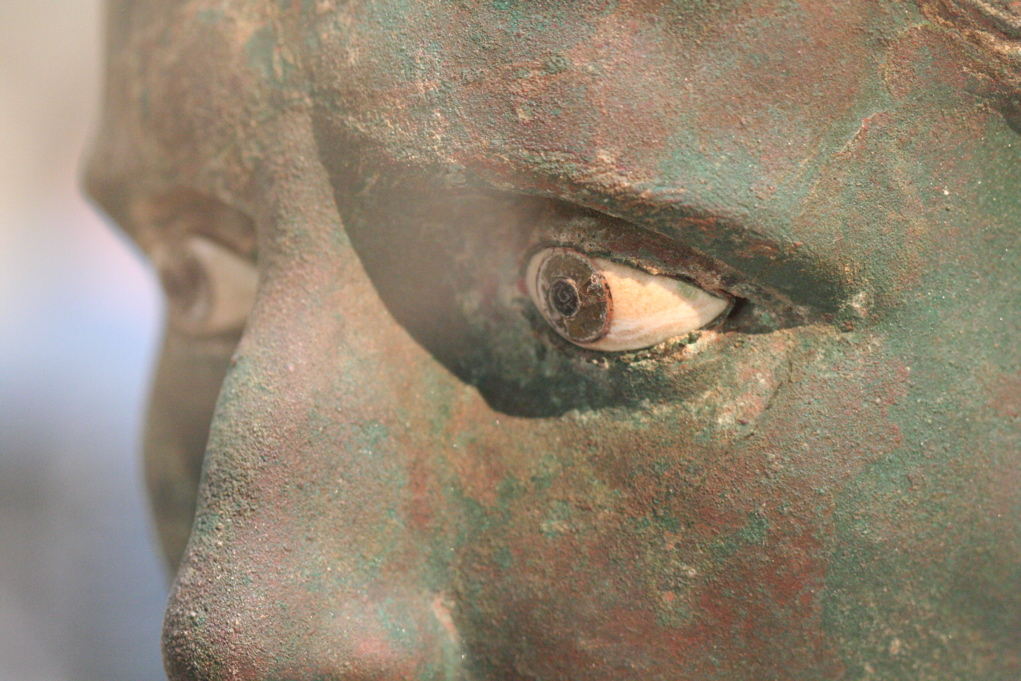
Los ojos del retrato.

La cabeza es más grande que el natural e imita el arte griego retratando a Augusto con proporciones clásicas; fue claramente diseñada para idealizar y halagar al emperador. Este fue el caso de la mayor parte de los retratos de Augusto, especialmente los de los primeros años de reinado, que evocaban los modelos griegos idealizados para presentar hombres jóvenes. Hecha en bronce, los ojos están incrustados con pupilas de vidrio y la esclerótica de calcita. Es la preservación  de los ojos, frecuentemente perdidos en las estatuas antiguas de bronce, lo que hace la estatua tan intensamente realista. Como este metal, originalmente de un tono dorado claro, oscurece con el tiempo volviéndose azulado o verdoso debido al verdín, si los ojos se conservan el efecto se incrementa en los bronces antiguos. La cabeza del emperador gira a la derecha y mira poderosamente a la distancia. Sus cabello cae en mechones sobre la frente que son típicos de los retratos de Augusto. El Museo Británico tiene muchas otras cabezas de bronce notables de emperadores romanos, incluida una imagen de Claudio. Se cree que las cabezas se fabricaban localmente, pero basándose en moldes creados en Roma.

## Serie de BBC
La cabeza de Meroe fue el 35.º objeto en Una historia del mundo en cien objetos, una serie de BBC Radio 4 emitida por primera vez en 2010, que traza la historia de la civilización humana a través de 100 objetos icónicos escogidos de la colección del Museo Británico.